# جيمس بيترز
جيمس بيترز (بالإنجليزية: James L. Peters)‏ (و. 1889 – 1952 م) هو عالم طيور، وعالم حيواني، من الولايات المتحدة الأمريكية، ولد في بوسطن، كان عضوًا في الأكاديمية الأمريكية للفنون والعلوم، توفي في كامبريدج، ماساتشوستس، عن عمر يناهز 63 عاماً.

## مناصب وهيئات
أدار جامعة هارفارد.